# Зграда у Ул. Карађорђевој 41, Ваљево
Зграда у Ул. Карађорђевој 41 у Ваљеву подигнута је 1885. године и представља непокретно културно добро као споменик културе.
Зграда представља типичну грађанску трговачку кућу са краја 19. века, коју је подигао Манојло Поњевић, гвожђарски предузетник. Постављена је на уличној регулацији, са засебном капијом и дворишним улазом са стране. Улична фасада је урађена малтером, са пољима у којима се налазе пет симетрично постављени прозори и пиластрима са стране. Завршни кровни венац са клацистичким елементима декоративно је шире обрађен, са мањим прозорима у таванском простору.